# Acacia ankokib
Acacia ankokib är en ärtväxtart som beskrevs av Emilio Chiovenda. Acacia ankokib ingår i släktet akacior, och familjen ärtväxter. IUCN kategoriserar arten globalt som sårbar. Inga underarter finns listade i Catalogue of Life.